# NHL Amateur Draft 1965
L'NHL Amateur Draft 1965 è stato il 3º draft della National Hockey League. Si è tenuto il 27 aprile 1965 presso il Queen Elizabeth Hotel di Montréal.
L'età minima per la selezione fu innalzata da 16 a 18 anni di età. Ai club non era permesso iniziare a trattare con i giocatori dell'eventuale contratto da professionisti prima del diciannovesimo compleanno. La NHL raggiunse inoltre un accordo con la AHL, la CHL e la WHL per permettere alle formazioni delle tre leghe di prendere parte al draft al termine dei quattro turni riservati alle franchigie della NHL. Mentre alle squadre di AHL e WHL furono concesse tre scelte a quelle della CHL ne furono concesse due.
L'aumento dell'età minima per i giocatori ridusse drasticamente il numero e la qualità dei giocatori selezionabili, infatti raggiunta la maggiore età quasi tutti i giocatori o militavano nelle formazioni giovanili sponsorizzate o erano già professionisti. Questi elementi portarono alla scelta di soli 11 giocatori, il numero più basso nella storia dell'NHL Entry Draft. La scarsità di giocatori portò i Boston Bruins a rinunciare alla prima scelta assoluta, mentre i Toronto Maple Leafs decisero direttamente di non presentarsi al Draft. L'unica squadra al di fuori della NHL che esercitò la facoltà di selezionare un giocatore fu quella dei Pittsburgh Hornets della AHL che scelse alla posizione numero 11 Gary Beattie.
I New York Rangers esercitarono il diritto di prima scelta selezionando l'ala destra André Veilleux dai Montreal Rangers, i Chicago Black Hawks invece come seconda scelta puntarono sull'ala destra Andy Culligan, proveniente dai St. Michael's Buzzers, mentre i Detroit Red Wings scelsero in terza posizione il difensore George Forgie dei Flin Flon Bombers. Fra gli 11 giocatori selezionati 8 erano attaccanti, 2 erano difensori mentre uno era portiere. Dei giocatori scelti solo due giocarono in NHL, e nessuno di essi entrò a far parte della Hockey Hall of Fame.

## Turni
Legenda delle posizioni

A = Attaccante   AD = Ala destra   AS = Ala sinistra   C = Centro   D = Difensore   P = Portiere

### Primo giro
| # | Giocatore           | Nazionalità | Squadra NHL         | Squadra di provenienza             |
| - | ------------------- | ----------- | ------------------- | ---------------------------------- |
| 1 | André Veilleux (AD) | Canada      | New York Rangers    | Montreal Rangers (LHJAA)           |
| 2 | Andy Culligan (A)   | Canada      | Chicago Black Hawks | St. Michael's Buzzers (MetJHL)     |
| 3 | George Forgie (D)   | Canada      | Detroit Red Wings   | Flin Flon Bombers (SJHL)           |
| 4 | Joe Bailey (A)      | Canada      | Boston Bruins       | St. Thomas Stars (WOJHL)           |
| 5 | Pierre Bouchard (D) | Canada      | Montreal Canadiens  | St. Vincent de Paul Saints (LHJAA) |

### Secondo giro
| # | Giocatore           | Nazionalità | Squadra NHL         | Squadra di provenienza     |
| - | ------------------- | ----------- | ------------------- | -------------------------- |
| 6 | George Surmay (P)   | Canada      | New York Rangers    | Kelvin Midgets (MAAAMHL)   |
| 7 | Brian McKenney (AD) | Canada      | Chicago Black Hawks | Smiths Falls Bears (CJAHL) |
| 8 | Bob Birdsell (AD)   | Canada      | Detroit Red Wings   | Stettler Midgets (MAAAMHL) |
| 9 | Bill Ramsay (A)     | Canada      | Boston Bruins       | Winnipeg Monarchs (MJHL)   |

### Terzo giro
| #  | Giocatore           | Nazionalità | Squadra NHL              | Squadra di provenienza    |
| -- | ------------------- | ----------- | ------------------------ | ------------------------- |
| 10 | Michel Parizeau (C) | Canada      | New York Rangers         | Montreal Rangers (LHJAA)  |
| 11 | Gary Beattie (A)    | Canada      | Pittsburgh Hornets (AHL) | Gananoque Lakers (MWJCHL) |